# Campeonato Amapaense de Futebol de 2020
O Campeonato Amapaense de Futebol de 2020 foi a 75.ª edição em 76 anos da divisão principal do campeonato estadual do Amapá, cujo nome oficial foi Campeonato Amapaense - Primeira Divisão. Em 19 de março, a Federação Amapaense de Futebol e os clubes decidiram por unanimidade suspender o campeonato por tempo indeterminado devido à pandemia de COVID-19.e após reunião entre federação e clubes teve a sua volta no dia 27 de agosto.o campeão do torneio foi o Ypiranga.
Seis clubes participam do torneio: cinco times tradicionais da capital Macapá, o Macapá, Santos-AP (campeão estadual no ano anterior), São Paulo-AP, Trem e o Ypiranga-AP, além do Santana, da cidade homônima. O Oratório também estava inscrito na competição, porém anunciou sua desistência no dia 21 de janeiro.

## Regulamento

### Sistema de disputa
A competição teve início em 9 de março de 2020 e foi disputada em turno único, distribuído em três fases: Primeira fase (Classificatória), Segunda fase (semifinal) e Terceira fase (final).

### Fase classificatória
Na primeira fase, os clubes participantes jogaram entre si em turno único em sistema de pontos corridos, sendo que os quatro melhores avançam à semifinal. Em caso de igualdade na pontuação, são critérios de desempate: 1) mais vitórias; 2) melhor saldo de gols; 3) mais gols pró; 4) confronto direto; 5) menos cartões vermelhos; 6) menos cartões amarelos; 7) sorteio.

### Fase semifinal
A semifinal foi disputada pelos 4 (quatro) clubes mais bem colocados da Fase classificatória no sistema mata-mata em partidas de ida e volta, sendo os confrontos definidos da seguinte forma: 1º colocado contra o 4º colocado e 2º colocado versus o 3º colocado. Em caso de igualdade de pontuação, desempatam: 1) melhor saldo de gols no confronto; 2) disputa de pênaltis.

### Critério de desempate
Os critério de desempate foram aplicados na seguinte ordem:
1. Maior número de vitórias
2. Maior saldo de gols
3. Maior número de gols pró (marcados)
4. Maior número de gols contra (sofridos)
5. Confronto direto
6. Sorteio

### Vagas em outras competições
O campeão do Campeonato de Futebol Profissional do Estado do Amapá de 2020 fica assegurada à vaga e participação na Copa do Brasil de 2021, na Copa Verde de 2021 e na Série D de  2021. Ao vice-campeão do Amapazão de 2020 fica assegurada à vaga e participação na Série D de 2021. Para a 2ª vaga do estado na Copa Verde de 2021 e demais competições, em nível interestadual ou nacional, promovida pela Confederação Brasileira de Futebol (CBF), serão indicadas as equipes de acordo com os critérios estabelecidos pela entidade promotora das competições.

## Equipes participantes

### Informações das equipes
Notas
- OR. ^  O Oratório estava inscrito na competição, porém anunciou sua desistência no dia 21 de janeiro.[10].